# 静升村红庙
静升村红庙因此庙红墙、红门而得名，位于中国山西省中部灵石县城南9公里处静升镇静升村中部，俗称“东社”，与村西的“西社”后土庙相对。红庙占地面积734平方米，包括正殿、东西配殿和戏台。每年农历六月十九举行庙会。已列为灵石县文物保护单位。2013年灵石县投资完成后土庙、文庙、红庙、关帝庙、文昌阁保护修缮工程。